# Ярлангаб
Ярлангаб (Ярлаган I) — царь гутиев (кутиев) Месопотамии, правил приблизительно в 2144 — 2141 годах до н. э. Правил 3 года. Упомянут в списке шумерских царей.
| Династия гутиев       |                                      |                 |
| Предшественник: Ибате | царь гутиев ок. 2144 — 2141 до н. э. | Преемник: Курум |